# Parco nazionale del lago di Kerkini
Il parco nazionale del lago di Kerkini (in lingua greca: Εθνικό Πάρκο Λίμνης Κερκίνης, trasl. Ethnikò parko limnis Kerkìnis) è un'area protetta situata nei pressi del lago di Kerkini nella Grecia settentrionale.
Il parco nazionale è stato istituito nel novembre 2006 al fine di proteggere il patrimonio naturalistico della zona.
L'area protetta si estende per circa 83.100 ettari e comprende le zone di Kastanoussa a ovest, Charopo e Agkistro a est, Iraklia nel sud-est e Lithotopos a sud. Il parco include anche le montagne di Kerkini (Beles) nel nord e Mavrovoun Dyssoro (Kroussia) nel sud-ovest.
Con Legge n. 3044/2002 (Gazzetta Ufficiale n. 197A del 27/08/2002) è stato istituito l'organo di gestione del parco nazionale.
Il parco nazionale è protetto dalla convenzione di Ramsar, convenzione di Bonn, direttive CE Habitat e Uccelli.